# Ołeksandr Bereżny
Ołeksandr Andrijowycz Bereżny, ukr. Олександр Андрійович Бережний, ros. Александр Андреевич Бережной, Aleksandr Andriejewicz Bierieżnoj (ur. 8 grudnia 1957 w Suchodilsku, w obwodzie łuhańskim, zm. 23 maja 2025) – ukraiński piłkarz, występujący na pozycji obrońcy lub pomocnika, reprezentant ZSRR.

## Kariera piłkarska

### Kariera klubowa
Był wychowankiem DJuSSz w Krasnodonie (trener O. Parfionow) oraz Szkoły-Internatu Przygotowania Sportowego w Woroszyłowhradzie (trener W. Perszyn). W 1975 rozpoczął karierę piłkarską w drużynie rezerwowej Zori Woroszyłowhrad, skąd w następnym roku został zaproszony do Dynama Kijów, w którym występował 6 lat. Mógłby zostać gwiazdą radzieckiej piłki nożnej, ale przez swoje uzależnienie od alkoholu ciągłe naruszał dyscyplinę. Wiele razy go karano, potem przebaczano, wierząc w jego obietnice. Po kolejnym takim naruszeniu klub był zmuszony rozstać się z utalentowanym 23-letnim piłkarzem. Potem kontynuował karierę w Tawrii Symferopol, ale po spowodowaniu wypadku samochodowego, w którym zginęli jego koledzy z drużyny, został zdyskwalifikowany. Kończył karierę w trzecioligowych zespołach SKA Kijów i Zirka Kirowohrad.

### Kariera reprezentacyjna
Bereżny zadebiutował w reprezentacji ZSRR 28 listopada 1976 w spotkaniu towarzyskim z drużyną Argentyny.
Występował w składzie "Sbornej" w meczach eliminacyjnych mistrzostw Europy w 1980.

## Sukcesy i odznaczenia

### Sukcesy klubowe
- mistrz ZSRR: 1977
- wicemistrz ZSRR: 1976 (j), 1978
- brązowy medalista Mistrzostw ZSRR: 1979
- zdobywca Pucharu ZSRR: 1978
- zdobywca Pucharu sezonu ZSRR: 1977

### Sukcesy reprezentacyjne
- mistrz Europy U-18: 1977

### Sukcesy indywidualne
- 2-krotnie wybrany do listy 33 najlepszych piłkarzy ZSRR: Nr 1 (1978), Nr 3 (1977),

### Odznaczenia
- tytuł Mistrza Sportu ZSRR: 1976